# Sojuz TM-21
Sojuz TM-21 je označení ruské kosmické lodi, ve které odstartovala mise ke ruské kosmické stanici Mir. Jednalo se o součást programu Shuttle-Mir. Tři lidé byli na palubě Sojuzu, tři na Miru a sedm na palubě raketoplánu Endeavour jako posádka mise STS-67.

## Posádka

### Startovali
- Vladimir Děžurov (1)
- Gennadij Strekalov (5)
- Norman Thagard (5)

### Přistáli
- Anatolij Solovjov (4)
- Nikolaj Budarin (1)

V závorkách je uveden dosavadní počet letů do vesmíru včetně této mise.